# Fab Filippo

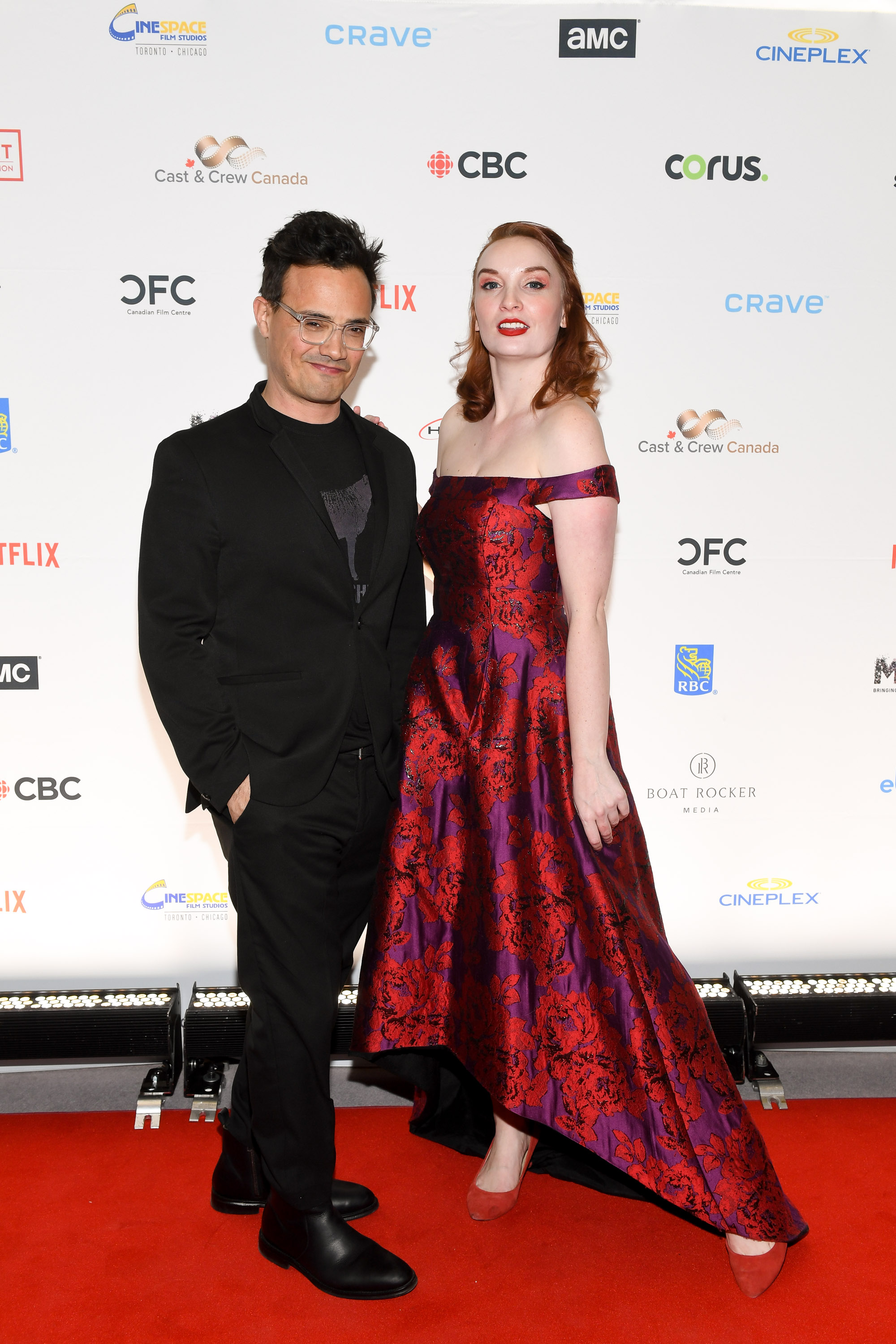
ellos se ven muy bien

Fab Filippo (Toronto, 30 de noviembre de 1974) es un actor canadiense.

## Biografía

### A principios de vida
Fabrizio Filippo que también conocido como Fab Filippo nació en Toronto, Canadá el 30 de noviembre de 1974. Sus padres son primera generación de inmigrantes italianos.
Él asistió brevemente de la Universidad de York de Cine y Video del Programa en 1993.

## Carrera
Su trabajos más conocidos incluyen los papeles Scott Hope en Buffy Cazavampiros , violinista Ethan Gold en Queer as Folk, Dom Ramone en Listo o no y el abogado Sam Caponelli en Horas Facturables '. Así como las películas Waydowntown , La vida antes de esta y La vida de los santos. Desempeñó el papel principal, Roland Travis, en la serie de corta duración Nivel 9. También apareció como Johnny, un adolescente que ignora el hecho de que es un fantasma, en un episodio de la popular Nickelodeon serie ¿Le temes a la oscuridad? 
Filippo es también activo en la comunidad de teatro de Toronto.

## Vida personal
En 2006, Filippo se casó con la editora Robin Payne. Ambos tienen un hijo.